# Machaerocera mexicana
Machaerocera mexicana är en insektsart som beskrevs av Henri Saussure 1859. Machaerocera mexicana ingår i släktet Machaerocera och familjen gräshoppor. Inga underarter finns listade i Catalogue of Life.